# Gouvernement al-Maliki I
Pour les articles homonymes, voir Gouvernement al-Maliki.
 (novembre 2015).
République d'Irak
al-Jaafari al-Maliki II
Le gouvernement al-Maliki I, est le gouvernement de l'Irak du 20 mai 2006 au 22 décembre 2010, laissant la place au gouvernement al-Maliki II (en) (2010-2014) après les élections de mars 2010.
Depuis les élections du 30 janvier 2005, le système politique de l'Irak reprend place. Les élections de décembre 2005 ont permis la constitution d'un gouvernement qui ne soit plus transitoire.
Sous la présidence du collège présidentiel, composé d'un président et de deux vice-présidents : 
- président de la République, Jalal Talabani, kurde sunnite ;
- vice-président de la République, Tareq al-Hachemi, sunnite ;
- vice-président de la République, Adel Abdel-Mehdi, chiite.

## Composition initiale

### Ministres
- Premier ministre, Nouri al-Maliki
- Vice-Premier ministre, Barham Salih
- Vice-Premier ministre, Selam al-Zoubai
- Ministre de l’Intérieur, Jawad al-Bulani, chiite
- Ministre de la Défense, Abdelkader Mohammed Jassem Oubeidi, sunnite
- Ministre du Pétrole, Hussein Chahristani
- Ministre des Finances, Bayane Baqer Soulagh, chiite
- Ministre des Affaires étrangères, Hoshyar Zebari
- Ministre de la Justice, Hachem al-Chibli
- Ministre du Plan, Ali Babane
- Ministre de l’Électricité, Karim Wahid
- Ministre de la Santé, Ali al-Chamri
- Ministre de l’Éducation, Khodeir al-Khouzai
- Ministre de l’Enseignement supérieur, Abed Diab al-Oujaili
- Ministre du Commerce, Abdelfalah al-Soudani
- Ministre de l’Agriculture, Yorob Nazem al-Aboudi
- Ministre de l’Industrie, Faouzi al-Hariri
- Ministre des Transports, Karim Mehdi Saleh
- Ministre des Télécommunications, Mohammed Taoufiq Allaoui
- Ministre du Logement, Bayane Dzeyyi
- Ministre des Municipalités, Ryad Ghraib
- Ministre des Ressources hydrauliques, Latif Rachid
- Ministre du Travail et des Affaires sociales, Jawad al-Radi
- Ministre des Sciences et de la Technologie, Raed Fahmi Jahed
- Ministre de l’Environnement, Narmine Othmane
- Ministre de la Jeunesse et des Sports, Jassem Jaafer
- Ministre de la Culture, Assaad Kamal al-Hachémi, kurde sunnite[1] puis Maher Ibrahim al-Hadithi, sunnite[2]
- Ministre des Droits de l’Homme, Wejdane Mikhail, chrétienne, assyrienne,
- Ministre des Émigrés et des Déplacés, Abdelsamed Rahmane Sultan

### Secrétaires d’État
- Au Tourisme et à l’Archéologie, Liwa Smeyssem
- À la Sécurité intérieure, Chirwan al-Waili, chiite
- Aux Affaires civiles, Adel al-Assadi
- Aux Affaires étrangères, Rafeh al-Issaoui
- Aux Affaires parlementaires, Safa al-Safi
- Aux Affaires provinciales, Saad Taher al-Hachémi
- Aux Droits de la Femme, Faten Abderahmane Mahmoud
- Au Dialogue national, Akram al-Hakim
- Sans portefeuille, Mohammed Abbas al-Oraibi
- Sans portefeuille, Ali Mohammed Ahmed
- Sans portefeuille, Hassan al-Sari

### Place des femmes
Ce gouvernement compte 4 femmes : Bayane Dzeyyi, Wejdane Mikhail, Narmine Othmane et Faten Abderahmane Mahmoud.